# 赫尔蒂学院
赫尔蒂学院（Hertie School）是设在德国柏林的一所私立的政府治理和国际事务研究院。学校只开展硕士及以上学位课程，学校一半以上的在校学生来自国外，其工作语言是英语。原名赫尔蒂行政学院，2019年改为现名。

## 历史
赫尔蒂学院的学生主要拥有法律、经济学、政治学和国际关系的学术背景，并攻读公共政策硕士、国际事务硕士学位、政府治理博士学位。学校为学生提供了在跨国公司、政府部门或国际组织中完成“职业发展年”的机会。除此之外，学校鼓励学生与教员开展合作研究。
赫尔蒂学院开设了和倫敦政治經濟學院合办的MPA项目，和巴黎政治学院和哥伦比亚大学国际与公共事务学院（SIPA）纽约分院合办的MPP项目，和位于米兰的博科尼大学行政和国际组织学院合办的课程，以及和东京大学合办的MPP项目。
除了双学位课程，学生也可以选择在乔治城大学乔治敦公共政策研究院、新加坡国立大学李光耀公共政策学院，杜克大学特利桑福德公共政策研究院，雪城大学麦斯威尔公民与公共事务学院、清华大学公共政策与管理学院，东京大学公共政策研究生院，乔治华盛顿大学特拉亨伯格公共政策与公共管理学院、美利坚大学美国公共事务学院和日内瓦国际关系及发展高等学院交换学习一个学期。    
此外，赫尔蒂学院是政治科学和政策分析协会重要会员，也是柏林顶级大学联盟成员。该协会会员包括欧洲政治科学联合会（ECPR）、美国政治科学协会（APSA）、国际事务专业学校协会（APSIA）、全球公共政策网（GPPN）。